# Antiche unità di misura del circondario di Ascoli Piceno
Sono qui riportate le conversioni tra le antiche unità di misura in uso nel circondario di Ascoli Piceno e il sistema metrico decimale, così come stabilite ufficialmente nel 1877.
Nonostante l'apparente precisione nelle tavole, in molti casi è necessario considerare che i campioni utilizzati (anche per le tavole di epoca napoleonica) erano di fattura approssimativa o discordanti tra loro.

## Misure di lunghezza
| Comuni | Denominazione    | Valore   | Unità |
| --- | ---------------- | -------- | ----- |
| Tutti i comuni                                                                                              | Braccio          | 0,670265 | m     |
| Tutti i comuni                                                                                              | Piede da legname | 0,297896 | m     |
| Tutti i comuni meno i seguenti                                                                              | Piede da terra   | 0,554831 | m     |
| Amandola | Piede da terra   | 0,530627 | m     |
| Arquata del Tronto, Montalto delle Marche, Montedinove, Rotella, Santa Maria del Tronto (borgata di Ascoli) | Piede da terra   | 0,577173 | m     |
| Castignano, Montegallo, Montefortino, Montemonaco                                                           | Piede da terra   | 0,558554 | m     |
| Force | Piede da terra   | 0,584620 | m     |
| San Benedetto del Tronto, Carassai                                                                          | Piede da terra   | 0,424501 | m     |
| Offida | Piede da terra   | 0,484081 | m     |

Il braccio mercantile di Ascoli corrisponde a tre palmi romani, tre braccia fanno la canna mercantile.
La canna architettonica è di 10 palmi romani.
Il piede da terra di Ascoli si divide in once 29 4/5, l'oncia in 5 minuti.
Il piede da terra di Amandola si divide in once 28 1/2.
Il piede da terra di Arquata del Tronto si divide in once 31.
Il piede da terra di Castignano si divide in 30 once.
Il piede da terra di Force si divide in Once 31 2/5.
Il palmo da terra di San Benedetto del Tronto si divide in once 22 4/5.
Il piede da terra di Offida si divide in 26 once, l'oncia si divide sempre in 5 minuti.
Nel comune di Arquata del Tronto quattro piedi fanno una canna.
In tutti gli altri comuni la canna è di 10 piedi e nel comune di San Benedetto la canna è di 10 palmi.
Il soppresso comune di Ripaberarda, formante ora frazione del comune di Castignano, usava il piede da terra di Ascoli.

## Misure di superficie
| Comuni                                                         | Denominazione    | Valore   | Unità |
| -------------------------------------------------------------- | ---------------- | -------- | ----- |
| Tutti i comuni                                                 | Passo da legname | 3,194707 | m²    |
| Tutti i comuni meno i seguenti                                 | Rubbio           | 12313,49 | m²    |
| Amandola                                                       | Modiolo          | 2815,65  | m²    |
| Arquata del Tronto, Santa Maria del Tronto (borgata di Ascoli) | Rubbio           | 10233,71 | m²    |
| Castignano                                                     | Quarta           | 1559,92  | m²    |
| Force                                                          | Modiolo          | 3417,81  | m²    |
| Montalto delle Marche, Montedinove, Rotella                    | Modiolo          | 3331,29  | m²    |
| San Benedetto del Tronto, Carassai                             | Modiolo          | 1802,01  | m²    |
| Montegallo, Montefortino, Montemonaco                          | Moiuro           | 3119,83  | m²    |
| Offida                                                         | Rubbio           | 18746,72 | m²    |

Il rubbio di Ascoli si divide in 8 quarte, la quarta in 50 canne quadrate.
Il modiolo di Amandola si divide in 10 staia, lo staio in 10 canne quadrate.
Il rubbio di Arquata si divide in 8 quarte, la quarta in 4 prebende, la prebenda in 60 canne quadrate.
La quarta di Castignano si divide in 50 canne quadrate.
Il modiolo di Force si divide in 100 canne quadrate. In questo comune canne quadrate 8,33 formano uno staio.
Il modiolo di Montalto si divide in 100 canne quadrate.
Il modiolo di San Benedetto del Tronto si divide in 100 canne quadrate.
Il moiuro di Montegallo si divide in 10 stara, lo staro in 10 canne quadrate.
Il rubbio di Offida si divide in 8 quarte, la quarta in 4 prebende, la prebenda in 25 canne quadrate.
Le misure locali agrarie sono andate in disuso dopo che i nuovi catasti furono fatti sulla base della misura metrica decimale.

## Misure di volume
| Comuni         | Denominazione   | Valore   | Unità |
| -------------- | --------------- | -------- | ----- |
| Tutti i comuni | Passo da legna  | 2855,069 | L     |
| Tutti i comuni | Passo da pietra | 1427,534 | L     |
| Tutti i comuni | Passo da muro   | 1784,418 | L     |

## Misure di capacità per gli aridi
| Comuni         | Denominazione | Valore   | Unità |
| -------------- | ------------- | -------- | ----- |
| Tutti i comuni | Rubbio        | 280,6480 | L     |

Nei comuni di Montedinove, Force, Offida, e nelle borgate Patrignone e Porchia del comune di Montalto delle Marche il rubbio si divide in 8 coppe, la coppa in 4 prebende.
In tutti gli altri comuni del circondario il rubbio si divide in 2 sacchi, il sacco in 4 quarte, la quarta in 4 coppi o prebende.

## Misure di capacità per i liquidi
| Comuni                                      | Denominazione      | Valore   | Unità |
| ------------------------------------------- | ------------------ | -------- | ----- |
| Tutti i comuni meno i seguenti              | Soma da vino       | 73,2395  | L     |
| Tutti i comuni meno i seguenti              | Metro da olio      | 21,5331  | L     |
| Amandola, Montefortino                      | Soma da vino       | 81,3773  | L     |
| Amandola                                    | Caldarola da olio  | 7,4411   | L     |
| Montefortino                                | Caldarola da olio  | 7,8622   | L     |
| Arquata del Tronto                          | Soma da vino       | 85,4461  | L     |
| Arquata del Tronto                          | Caldarola da olio  | 5,2248   | L     |
| Montegallo                                  | Soma da vino       | 89,5163  | L     |
| Montegallo                                  | Caldarola da olio  | 5,6159   | L     |
| Montalto delle Marche, Castignano, Rotella  | Soma da vino       | 93,2448  | L     |
| Montalto delle Marche, Rotella, Montedinove | Caldarola da olio  | 11,4437  | L     |
| Castignano                                  | Caldarello da olio | 6,388063 | L     |
| Force                                       | Soma da vino       | 112,5153 | L     |
| Force                                       | Caldarola da olio  | 7,3140   | L     |
| Offida                                      | Soma da vino       | 91,5496  | L     |
| Offida                                      | Caldarola da olio  | 9,546997 | L     |

La soma da vino di Ascoli si divide in 2 barili, il barile in 27 boccali, il boccale in 4 fogliette.
Per il mosto in Ascoli si usava una soma equivalente a litri 76,1691.
Il metro da olio di Ascoli si divide in 4 caldaroli, il caldarolo in 4 boccali, il boccale in 4 fogliette.
Nell'uso comune la foglietta da olio si faceva eguale a quella del vino.
La soma da vino di Amandola si divide in 2 barili, il barile in 20 boccali, il boccale in 4 fogliette.
La caldarola da olio di Amandola si divide in Foglietto 13 1/4.
La caldarola da olio di Montefortino si divide in Boccali 3 1/2, il Boccale in 4 fogliette.
La soma da vino di Arquata si divide in 2 barili, il barile in 5 boccali, il boccale in 4 fogliette.
La caldarola da olio di Arquata si divide in boccali 2 1/3, il boccale in 4 fogliette.
La soma da vino di Montegallo si divide in 44 boccali, il boccale in 4 fogliette.
La caldarola da olio di Montegallo si divide in boccali 2 1/2, il boccale in 4 fogliette.
La soma da vino di Montalto delle Marche si divide in 2 barili, il barile in 22 boccali, il boccale in 4 fogliette.
La caldarola da olio di Montalto delle Marche si divide in 5 boccali, il boccale in 4 fogliette.
Il caldarello da olio di Castignano si divide in fogliette 10 1/2. Quattro fogliette fanno un boccale.
La soma da vino di Force si divide in 2 barili, il barile in 22 boccali, il boccale in 4 fogliette.
La caldarola da olio di Force si divide in boccali 2 1/2, il boccale in 4 fogliette, la foglietta in 4 quartucci.
La soma da vino di Offida si divide in 2 barili, il barile in boccali 22 1/2, il boccale in 4 fogliette.
La caldarola da olio di Offida si divide in boccali 4 1/2, il boccale in 4 fogliette.

## Pesi
| Comuni                                                       | Denominazione              | Valore  | Unità |
| ------------------------------------------------------------ | -------------------------- | ------- | ----- |
| Tutti i comuni meno i seguenti                               | Libbra grossa da stadera   | 352,635 | g     |
| Tutti i comuni meno i seguenti                               | Libbra piccola da bilancia | 339,072 | g     |
| Acquaviva Picena, San Benedetto del Tronto, Colli del Tronto | Libbra                     | 320,978 | g     |

La libbra grossa da stadera, usata per le grosse materie di poco valore, si divide in 12 once, l'oncia in 8 ottave.
La libbra piccola da bilancia d'uso più comune si divide in 12 once, l'oncia in 8 ottave, l'ottava in 3 denari, il denaro in 24 grani.
La libbra di Acquaviva segue la stessa divisione.